# Berlenti Abdul Hamid
Berlenti Abdel Hamid (20 de noviembre de 1935 - 1 de diciembre de 2010) fue una actriz de cine egipcia, icono de la llamada época dorada del cine de ese país. Estuvo casada con Abdel Hakim Amer, el primer vicepresidente del expresidente egipcio Gamal Abdel Nasser.

## Carrera

### Primeros años
Nacida en El Cairo como Nefisa Abdel-Hamid Hawass, Berlenti ingresó en el Instituto Superior de Artes Dramáticas tras finalizar sus estudios secundarios. El actor y productor Zaky Tolaymaat la persuadió de iniciar estudios de actuación al darse cuenta de su potencial dramático. A partir de entonces empezó a actuar en obras de teatro locales, antes de probar suerte en la industria cinematográfica.

### Reconocimiento
Abdel inició su carrera en el cine egipcio con un papel de reparto en la película de 1953 Raya wa Sekina, dirigida por Salah Abouseif
y protagonizada por el consagrado actor Anwar Wagdi. Su papel en la cinta llamó la atención de los productores egipcios, por lo que apareció poco tiempo después en la cinta de suspenso y drama de Mahmoud Zulfikar Rannet el kholkhal (1955), donde compartió el rol de protagonista con Mariam Fakhr Eddine, una de las actrices más destacadas en el cine egipcio de la década de 1950. A partir de entonces su rostro empezó a hacerse familiar en las producciones cinematográficas de su país, con apariciones importantes en películas como Darb al-mahabil, Hub wa insania, Ismail Yassine fil madhaf el shami, Hareb minel hub y Soultan. Cerró la década de 1950 con un papel protagónico en la película de Niazi Mostafa Sirr taqiyyat al ikhfa, estrenada en 1959.
En la década de 1960, su presencia en las películas egipcias siguió siendo notable. Inició la década con una participación protagónica en el filme de Youssef Maalouf Ahlam al banat, compartiendo escena con Marie Munib y Abdul Salam al Nabulsi. Acto seguido apareció en la película Nida al'ushshaq, dirigida por Youssef Chahine y protagonizada por Berlenti junto con Shukry Sarhan	y Farid Shawqi. En 1964, su interpretación de Hamida en la popular película El shayatin el talata se convirtió en una de sus actuaciones más recordadas. En la década de 1970 su presencia en el cine egipcio empezó a decaer gradualmente.

## Fallecimiento
Abdul Hamid falleció en el hospital de las fuerzas armadas en la ciudad de El Cairo el 1 de diciembre de 2010 después de sufrir un derrame cerebral.

## Filmografía destacada

### Cine
- 1964 - El shayatin el talata
- 1961 - Nida al'ushshaq (como Berlanty Abdel Hamid)
- 1960 - Ahlam al banat (como Berlanty Abdel Hamid)
- 1959 - Sirr taqiyyat al ikhfa
- 1958 - Soultan (como Berlanty Abdel Hamid)
- 1957 - Hareb minel hub (como Berlanty Abdel Hamid)
- 1957 - Hayat ghania (como Berlanty Abdel Hamid)
- 1957 - Ismail Yassine fil madhaf el shami (como Berlanty Abdel Hamid)
- 1956 - Hub wa insania (como Berlanty Abdel Hamid)
- 1955 - Darb al-mahabil (como Berlanty Abdel Hamid)
- 1955 - Rannet el kholkhal (como Berlanty Abdel Hamid)
- 1953 - Raya wa Sekina (como Berlanty Abdel Hamid)